# Challenger de Estambul
El torneo American Express – TED Open es un torneo profesional de tenis. Pertenece al ATP Challenger Series. Se juega desde el año 1985 sobre pistas duras, en Estambul, Turquía.
En el año 2013 se disputó otro torneo de la categoría ATP Challenger Series llamado PTT Cup.

## Palmarés

### Individuales
| Año            | Campeón                | Finalista              | Resultado           |
| -------------- | ---------------------- | ---------------------- | ------------------- |
| 2021 (2)       | James Duckworth        | Wu Tung-lin            | 6–4, 6–2            |
| 2021 (1)       | Arthur Rinderknech     | Benjamin Bonzi         | 4–6, 7–6(1), 7–6(3) |
| 2020           | Ilya Ivashka           | Martin Kližan          | 6–1, 6–4            |
| 2019           | Ugo Humbert            | Denis Istomin          | 6–2, 6–2            |
| 2018           | Corentin Moutet        | Quentin Halys          | 6–3, 6–4            |
| 2017           | Malek Jaziri           | Matteo Berrettini      | 7–6(4), 0–6, 7–5    |
| 2016           | Malek Jaziri           | Dudi Sela              | 1–6, 6–1, 6–0       |
| 2015           | Karen Jachanov         | Sergiy Stakhovsky      | 4–6, 6–4, 6–3       |
| 2014           | Adrian Mannarino       | Tatsuma Ito            | 6–0, 2–0, ret.      |
| 2013           | Mikhail Kukushkin      | Illya Marchenko        | 6-3, 6-3            |
| 2013 (PTT Cup) | Benjamin Becker        | Dudi Sela              | 6-1, 2-6, 3-2r      |
| 2012           | Dmitry Tursunov        | Adrian Mannarino       | 6–4, 7–6(5)         |
| 2011           | Denis Istomin          | Philipp Kohlschreiber  | 7–6(6), 6–4         |
| 2010           | Adrian Mannarino       | Mikhail Kukushkin      | 6–4, 3–6, 6–3       |
| 2009           | Illya Marchenko        | Florian Mayer          | 6–4, 6–4            |
| 2008           | Frederico Gil          | Benedikt Dorsch        | 6–4, 1–6, 6–3       |
| 2007           | Mischa Zverev          | Lukáš Lacko            | 6–4, 6–4            |
| 2006           | Alexander Peya         | Roko Karanušić         | 6–7(3), 6–0, 6–3    |
| 2005           | Wang Yeu-tzuoo         | Michael Berrer         | 4–6, 6–4, 6–3       |
| 2004           | Peter Wessels          | Daniele Bracciali      | 6–3, 6–2            |
| 2003           | Robin Söderling        | Michel Kratochvil      | 7–6(4), 6–2         |
| 2002           | Petr Luxa              | Nicolas Thomann        | 6–3, 6–4            |
| 2001           | Nikolay Davydenko      | Cyril Saulnier         | 6–3, 6–3            |
| 2000           | Wayne Black            | Petr Kralert           | 6–4, 6–3            |
| 1999           | Vadim Kutsenko         | Neville Godwin         | 6–4, 7–6(3)         |
| 1998           | Tomáš Zíb              | Petr Luxa              | 4–6, 6–2, 6–1       |
| 1997           | Jean-Philippe Fleurian | Mark Petchey           | 6–3, 6–1            |
| 1996           | Ignacio Truyol         | Jean-Philippe Fleurian | 6–2, 6–4            |
| 1995           | Miles Maclagan         | Frédéric Vitoux        | 7–6, 5–7, 6–2       |
| 1994           | Markus Zoecke          | Guillaume Raoux        | 6–7, 6–4, 6–2       |
| 1993           | Alex Antonitsch        | Olivier Delaître       | 6–4, 6–1            |
| 1992           | Henrik Holm            | Stéphane Simian        | 7–6, 6–2            |
| 1991           | Olivier Delaître       | Byron Black            | 6–1, 6–4            |
| 1990 – 1988    | No se disputó          | No se disputó          | No se disputó       |
| 1987           | Branislav Stanković    | Bandera de ?           |                     |
| 1986           | Jim Pugh               | Bandera de ?           |                     |
| 1985           | Florin Segărceanu      | Bandera de ?           |                     |

### Dobles
| Año            | Campeones                             | Finalistas                          | Resultado             |
| -------------- | ------------------------------------- | ----------------------------------- | --------------------- |
| 2021 (2)       | Radu Albot Alexander Cozbinov         | Antonio Šančić Artem Sitak          | 4–6, 7–5, [11–9]      |
| 2021 (1)       | André Göransson David Pel             | Lloyd Glasspool Harri Heliövaara    | 4–6, 6–3, [10–8]      |
| 2020           | Ariel Behar Gonzalo Escobar           | Robert Galloway Nathaniel Lammons   | 4–6, 6–3, [10–7]      |
| 2019           | Andrey Golubev Aleksandr Nedovyesov   | Marek Gengel Lukáš Rosol            | Walkover              |
| 2018           | Rameez Junaid Purav Raja              | Timur Khabibulin Vladyslav Manafov  | 7–6(7–4), 4–6, [10–7] |
| 2017           | Andre Begemann Jonathan Eysseric      | Romain Arneodo Hugo Nys             | 6–3, 5–7, [10–4]      |
| 2016           | Sadio Doumbia Calvin Hemery           | Marco Chiudinelli Marius Copil      | 6–4, 6–3              |
| 2015           | Andrey Kuznetsov Aleksandr Nedovyesov | Aleksandre Metreveli Anton Zaitcev  | 6–2, 5–7, [10–8]      |
| 2014           | Colin Fleming Jonathan Marray         | Jordan Kerr Fabrice Martin          | 6–4, 2–6, [10–8]      |
| 2013           | Jamie Delgado Jordan Kerr             | James Cluskey Adrián Menéndez       | 6-3, 6-2              |
| 2013 (PTT Cup) | James Cluskey Fabrice Martin          | Brydan Klein Ruan Roelofse          | 3–6, 6–3, [10–5]      |
| 2012           | Karol Beck Lukáš Dlouhý               | Adrián Menéndez John Peers          | 3–6, 6–2, [10–6]      |
| 2011           | Carsten Ball Andre Begemann           | Grégoire Burquier Yannick Mertens   | 6–2, 6–4              |
| 2010           | Leoš Friedl Dušan Vemić               | Brian Battistone Andreas Siljeström | 7–6(6), 7–6(3)        |
| 2009           | Frederico Gil Filip Prpic             | Grigor Dimitrov Marsel İlhan        | 3–6, 6–2, [10–6]      |
| 1995           | Lorenzo Manta Omar Camporese          | Carlos Gómez-Díaz Álex Calatrava    | 6–3, 6–4              |
| 1994           | Alexander Mronz Alex Antonitsch       | Olli Rahnasto Bent-Ove Pedersen     | 6–3, 6–4              |
| 1993           | Roger Smith Jean-Philippe Fleurian    | Miles Maclagan Dinu Pescariu        | 7–6, 6–3              |
| 1992           | Stéphane Simian Bertrand Lemercier    | Roger Smith Roberto Saad            | 7–6, 7–6              |
| 1991           | Nils Holm Henrik Holm                 | Olli Rahnasto Gianluca Pozzi        | 5–7, 7–5, 6–4         |